# بادي باير
بادي باير (بالإنجليزية: Buddy Baer)‏ مواليد 11 يونيو 1915 في دنفر، الولايات المتحدة - الوفاة 18 يوليو 1986 في كاليفورنيا، الولايات المتحدة، كان ملاكم أمريكي سابق صنّف ضمن فئة الوزن الثقيل.

## إحصائيات
خاض خلال مسيرته 58 نزالا، فاز في 51 ولم يتعادل وخسر في 7. فاز بالضربة القاضية في 47 نزالا.

## روابط خارجية
- بادي باير على موقع IMDb (الإنجليزية)
- بادي باير على موقع ألو سيني (الفرنسية)
- بادي باير على موقع أول موفي (الإنجليزية)
- بادي باير على موقع قاعدة بيانات الأفلام السويدية (السويدية)
- بادي باير على موقع إن إن دي بي (الإنجليزية)
- بادي باير على موقع قاعدة بيانات الفيلم (الإنجليزية)
- بادي باير على موقع كينوبويسك (الروسية)
- بادي باير على موقع بوكس ريك (الإنجليزية) (registration required)